# Asparagoideae
Asparagoideae — підродина однодольних квіткових рослин родини холодкових. 
Підродина містить лише два роди: Asparagus з приблизно 215 видами, що ростуть у Євразії, Африці, Австралазії; другий рід Hemiphylacus містить лише 5 видів, які ростуть у Мексиці.

## Морфологічна характеристика
Це багаторічні трав'янисті рослини чи деревні рослини: чагарники чи ліани. У багатьох видів листки редуковані, а стебла беруть на себе завдання фотосинтезу. Багаторічні трав'янисті види мають кореневища. За наявності листя вони чергові, прості, з паралельними жилками і цільні. Листки часто тільки лускаті та плівчасті; прилистки відсутні.
Квіти стоять окремо або разом у суцвіттях дуже різної структури. Порівняно невеликі квітки двостатеві чи одностатеві. Якщо квіти одностатеві, то ці види рослин можуть бути однодомними чи дводомними. Присутні шість однакових приквітків, їх колір зелений, білий або жовтий. Є два кола, у кожному по три тичинки; вони взаємно вільні, але зрощені з основою приквітків. У двостатевих і чоловічих квіток всі тичинки родючі. Плоди — ягоди.

## Галерея

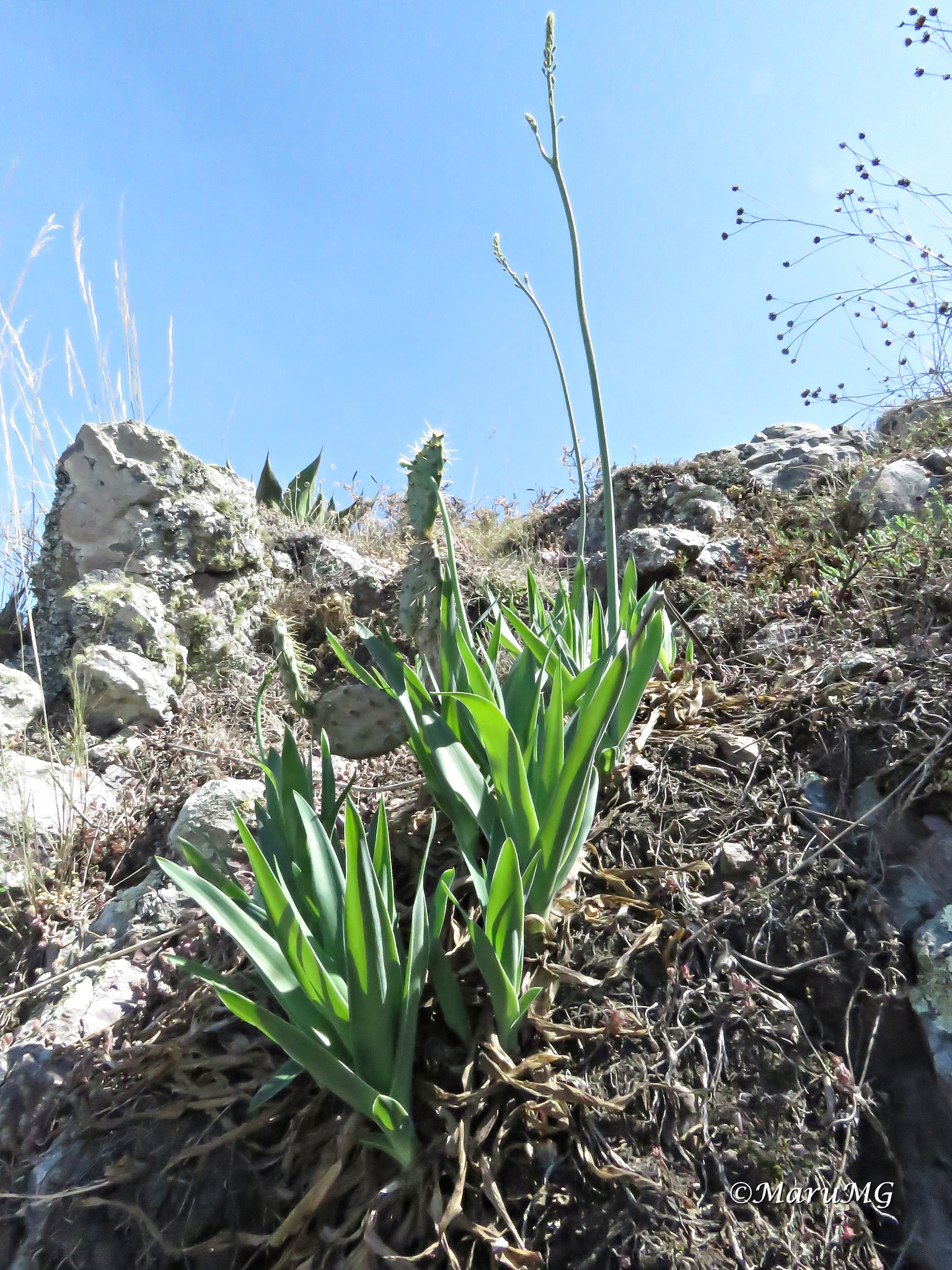
Hemiphylacus latifolius типовий
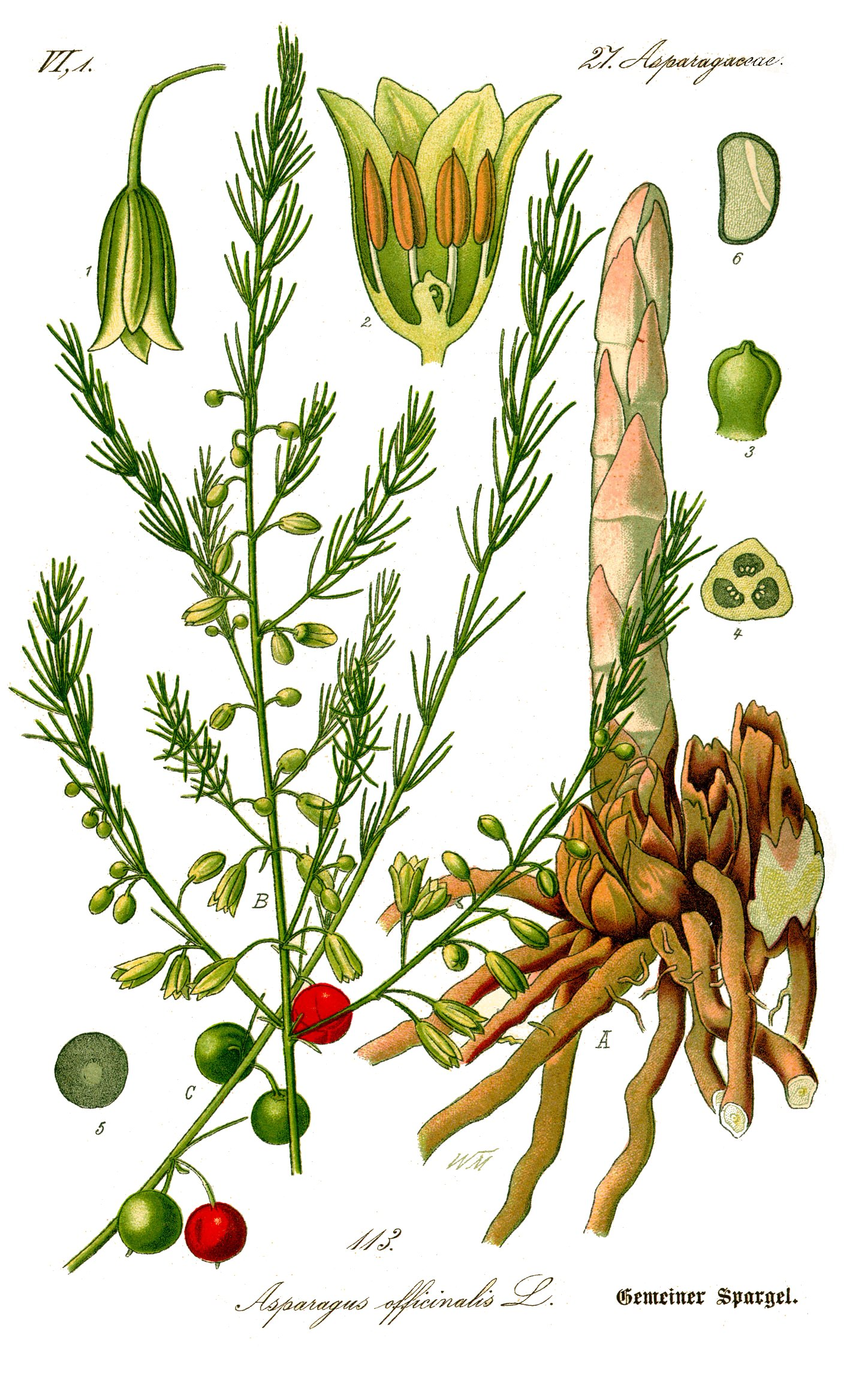
Asparagus officinalis типовий